# Абсалямово (Белокатайский район)
Абсаля́мово (баш. Әпсәләм) — деревня в Белокатайском районе Республики Башкортостан Российской Федерации. Входит в состав Ургалинского сельсовета.
Живут башкиры (2002).

## Название
По имени первопоселенца, известны его сыновья Саитгали и Каус Абдусалямовы. Фиксировалась также как Ургала-Апселямово.

## География
Расположена на реке Большая Ургала (бассейн реки Ай).

### Географическое положение
Расстояние до:
- районного центра (Новобелокатай): 55 км к юго-востоку[2],
- центра сельсовета (Ургала): 3 км,
- ближайшей ж/д. станции (Ургала): 4 км к югу[2].

## История
Основана между 1835 и 1840 башкирами 2-й Айлинской волости Челябинского уезда на собственных землях под названием Абдусалямово (по другим данным, известна с 1795).

## Население
| 2002 | 2009 | 2010 |
| ---- | ---- | ---- |
| 294  | ↘265 | ↘244 |

### Историческая численность населения
В 1866—334 человека, 1906—387, в 1920—419, в 1939—420, в 1959—310, в 1969—335, в 1979—270, в 1989—209, в 2002—294, в 2010—244.

## Инфраструктура
Личное подсобное хозяйство с зоной сельскохозяйственного использования, индивидуальная застройка усадебного типа. В 1866 — 63 двора.
Есть начальная школа, Абсалямовский сельский дом культуры.
До революции жители занимались скотоводством, земледелием, также доставкой дров на Кусинский завод. Была мечеть. В 1906 году — бакалейная лавка, хлебозапасный магазин.

## Транспорт
Село доступно автотранспортом.